# Седлецкий департамент
Седлецкий департамент (пол. Departament siedlecki) — департамент Варшавского герцогства со столицей в Седльце, существовавший с 1810 по 1815 год. Был учреждён королевским указом от 17 апреля 1810 г. во исполнение более раннего указа от 24 февраля 1810 г. о распространении Конституции и управления Варшавского герцогства на присоединённую территорию бывшей Новой Галиции 14 октября 1809 года после войны с Австрией.
Департамент возглавил префект и бывший член Великого Сейма, председатель Седлецкого округа с мая 1809 по апрель 1810 г. Юзеф Гжибовский.
В 1816 году был преобразован в Подляское воеводство Царства Польского.

## Административное деление
Депаратмент был разделён на 9 поветов:
- Бяльский
- Венгрувский
- Влодавский
- Гарволинский
- Желехувский
- Лосицкий
- Лукувский
- Радзыньский
- Седлецкий